# Dosimetrist
Ein Dosimetrist (in der Pharmakologie historisch auch Dosimetriker) ist ein im Bereich der Strahlentherapie tätiger Mitarbeiter, der in Zusammenarbeit mit dem Strahlentherapeuten und dem MTRA  für den Patienten am Erstellen eines individuellen Bestrahlungsplanes mitwirkt. Dabei ist der Dosimetrist zuständig für die Art, Intensität und Einwirkungsdauer (Dosis) der anzuwendenden Bestrahlung.
In den Vereinigten Staaten werden die Dosimetristen und deren Berufsfeld fachlich durch die Non-Profit-Organisation American Association of Medical Dosimetrists (AAMD) vertreten.
Im 19. Jahrhundert war der Dosimetriker ein Pharmakologe, der sich mit der Kombination von medizinischen Wirkstoffen beschäftigte, um einerseits Krankheiten gezielter zu bekämpfen, andererseits mitwirkende Nebenerkrankungen durch Wirkstoffkombination zu bekämpfen.